# NGC 1380A
NGC 1380A је лентикуларна галаксија у сазвежђу Пећ која се налази на NGC листи објеката дубоког неба.
Деклинација објекта је - 34° 44' 23" а ректасцензија 3h 36m 47,4s. Привидна величина (магнитуда) објекта NGC 1380 износи 12,3 а фотографска магнитуда 13,3. NGC 1380A је још познат и под ознакама ESO 358-33, MCG -6-9-6, FCC 177, PGC 13335.